# McDermitt (Nevada)
McDermitt es un lugar designado por el censo en el condado de Humboldt entre los estados estadounidenses de Nevada y Oregón.

## Geografía
McDermitt se encuentra ubicado en las coordenadas 41°59′51″N 117°43′6″O / 41.99750, -117.71833.